# 山翎鹑
，是鸡形目齿鹑科的一种鸟类，属于单型的山翎鹑属（学名：Oreortyx）。

## 特征
山翎鹑体重约233克，翼长约13.40厘米，喙宽度约6.6毫米，喙厚度约8毫米，嘴峰长约15.4毫米，跗蹠长约35毫米，尾长约73毫米。
山翎鹑是留鸟，栖息在灌木林，它们是植食性动物。它们分布在北美西部的山地地区，从华盛顿州直到墨西哥北部的下加利福尼亚。